# Chesterton (Warwickshire)
Chesterton – wieś w Anglii, w hrabstwie Warwickshire, w dystrykcie Stratford-on-Avon. Leży 10 km na południowy wschód od miasta Warwick i 123 km na północny zachód od Londynu.